# Beothuk
Beothuk.- Malena, jezično izolirana izumrla grupa američkih Indijanaca čiji je dom do njihovog uništenja 1820-ih. godina bio na Newfoundlandu u Kanadi. Jezično nesrodni svim ostalim poznatim grupama svrstani su u vlastitu porodicu koja je po njima dobila ime Beothukan, svojevremeno klasificiranu u danas nepriznatu Veliku porodicu Algonquian-Wakashan. 

## Ime
Kroz svoju povijest ovi Indijanci nazivani su imenima Beathunk, Beothuck i Betoukuag u značenju "man," ili  "human being." Također su nazivani i kao Macquajeet ili Mequaegit kod Micmac Indijanaca) u značenju Red Indians, Skraelling (od Norvežana; slavenski oblik je Skrelinzi), i  Ulno ili Ulnobah od plemena Abenaki. 

## Povijest
Beothuki su, vjeruje se, narod s kojima su Vikinzi predvođeni Erikom Crvenim (Eirik Rauði; otac Leif Ericssona) imali kontakt dolaskom na Vinland, današnji Newfoundland. Stanovništvo koje su nalazili na Grenlandu, Hellulandu (danas Baffin Island), Markland (Labrador) i Vinland, nazivali imenom Skraelling (pl. skrælingjar; Skrelinzi), i svakako je obuhvaćalo današnje Eskime i Beothuk Indijance. Ovi susreti događali su se negdje od 982. godine pa nadalje, a negdje sredinom 1300.-tih godina vikinške kolonije su nestale. 
Beothuke, nikad brojan narod (oko 500), ponovno će 1497. otkriti talijanski navigator Giovanni Caboto. Oni neće uspjeti dugo da se opiru pojavi bijelog čovjeka, ali i agresivnim Micmac Indijancima, čiji su lovci dolazili iz područja Nove Škotske (Nova Scotia). Njihovi malobrojni preživjeli članovi pomiješat će se s Montagnais Indijancima. Posljednja pripadnica ovog plemena, mlada Nancy Shawanahdit, umrla je 1825. u St. John u New Brunswicku, Kanada.

## Etnografija
O kulturi Beothuka nije mnogo poznato. Bili su organizirani po malenim skupinama od nekoliko srodnih obitelji predvođenih jednim vođom. Od ranih pisaca prikazani su kao vješti kanuisti koji su se bavili lovom na tuljane služeći se primitivnim harpunama, ribolovom (losos) i sakupljanjem školjaka uz obalu. Brezova kora služila je za izradu kuhinjskog suđa i gradnju wigwama. Svoja lica i tijela mazali su crvenim okerom kako bi se zaštitili od insekata, ali i iz religioznih razloga, zbog čega su ih Micmaci nazvali Macquajeet (Crveni Indijanci), što su preuzeli i Englezi u obliku Red Indians. 

## Vanjske poveznice
- The Beothuks  Arhivirana inačica izvorne stranice od 26. listopada 2005. (Wayback Machine)
- Skraelings vs Vikings
- Beothuk Indian Fact Sheet